# Serpusilla glabra
Serpusilla glabra är en insektsart som beskrevs av Vitaly Michailovitsh Dirsh 1962. Serpusilla glabra ingår i släktet Serpusilla och familjen gräshoppor. Inga underarter finns listade i Catalogue of Life.